# Zapovednik Saryčat-Ertaš
Zapovednik Saryčat-Ertaš of Zapovednik Sarytsjat-Ertasjski (Kirgizisch: Сарычат-Эрташ мамлекеттик коругу; Russisch: Сарычат-Эрташский государственный заповедник) is een strikt natuurreservaat gelegen in Oblast Ysykköl van Kirgizië. De oprichting tot zapovednik vond plaats op 10 maart 1995 per regeringsresolutie (№ 76/1995) van de Kirgizische Republiek om de natuurlijke staat van het berglandschap en de er voorkomende planten en dieren te beschermen. Het reservaat heeft een oppervlakte van 720,8 km². Ook werd er een bufferzone van 620,6 km² ingesteld.

## Kenmerken
Zapovednik Saryčat-Ertaš is gelegen in het centrale deel van de Tiensjan in het stroomgebied van de rivieren Saryčat, Ertaš en Učkul. Het reservaat varieert qua hoogte tussen de 2.400 en 5.500 meter boven zeeniveau. Het voorkomen van verschillende plantensoorten wordt dan ook sterk beïnvloedt door de verticale zonering. Een onderzoek van Lazkov & Veresjtsjagin (2008) wees uit dat er ten minste 293 soorten vaatplanten voorkomen in Zapovednik Saryčat-Ertaš.

## Dierenwereld
In het reservaat zijn 25 zoogdieren vastgesteld, waaronder de altaimarmot (Marmota baibacina centralis), bergwezel (Mustela altaica), steppebunzing (Mustela eversmanni), Siberische steenbok (Capra sibirica) en zeldzaamheden als sneeuwluipaard (Uncia uncia), argali (Ovis ammon karelini) en manoel (Otocolobus manul). Een voorlopige studie wees uit dat er ten minste 87 soorten vogels in het reservaat voorkomen. Enkele opvallende soorten dier hier voorkomen zijn de roze roodmus (Carpodacus rhodochlamys), Eversmanns roodstaart (Phoenicurus erythronotus), himalayaberghoen (Tetraogallus himalayensis), Hodgsons bergvink (Leucosticte nemoricola), lammergier (Gypaetus barbatus), vale gier (Gyps fulvus) en monniksgier (Aegypius monachus).
...
Issyk-Koel · 
Karatal-Ǧapyryk · 
Sary-Čelek · 
Saryčat-Ertaš
...